# 茨藻目
茨藻目多為一年生沉水草木，有節，且不容易折斷。該目植物的葉子為單葉且通常為線形，部分科屬的花單性，花大單生或少枚聚生於葉腋。該目約有10科19屬，生長地方約在沼澤與池塘。
在台灣，布朗氏茨藻、多孔茨藻、纖細茨藻、拂尾藻、大茨藻、小茨藻、澳古茨藻、東方茨藻、小拂尾藻屬於茨藻目茨藻科。該科種野生種常見於沼澤與池塘，1980年代之後，受福壽螺侵害，部分科種成為稀有植物。

## 科
- 水蕹科（Aponogetonaceae）
- 絲粉藻科（Cymodoceaceae）
- 水麥冬科（Juncaginaceae）
- 茨藻科（Najadaceae）
- 波喜蕩草科（Posidoniaceae）
- 眼子菜科（Potamogetonaceae）
- 流蘇菜科（Ruppiaceae）
- 芝菜科（Scheuchzeriaceae）
- 角果藻科（Zannichelliaceae）
- 甘藻科（Zosteraceae）

最近的APG II植物分類系統（2003）取消了茨藻目這個目，而將茨藻目的種類改分類至澤瀉目下。